# Литвинов, Иван Александрович
Иван Александрович Литвинов — советский хозяйственный, государственный и политический деятель.

## Биография
Родился в 1920 году. Член КПСС.
Участник Великой Отечественной войны. С 1946 года — на хозяйственной, общественной и политической работе. В 1946—1991 гг. — комсомольский работник в Сталинградской области, первый секретарь Николаевского райкома КПСС, первый секретарь Калачеевского райкома КПСС, партийный работник в Волгоградской области, инструктор отдела парторганов ЦК КПСС по РСФСР, инструктор оргпартработы ЦК КПСС, заместитель председателя Волгоградского облисполкома, секретарь Волгоградского обкома КПСС, председатель Волгоградского областного совета ветеранов.
Избирался народным депутатом СССР.
Умер после 1991 года.